# Yasmine Hammamet

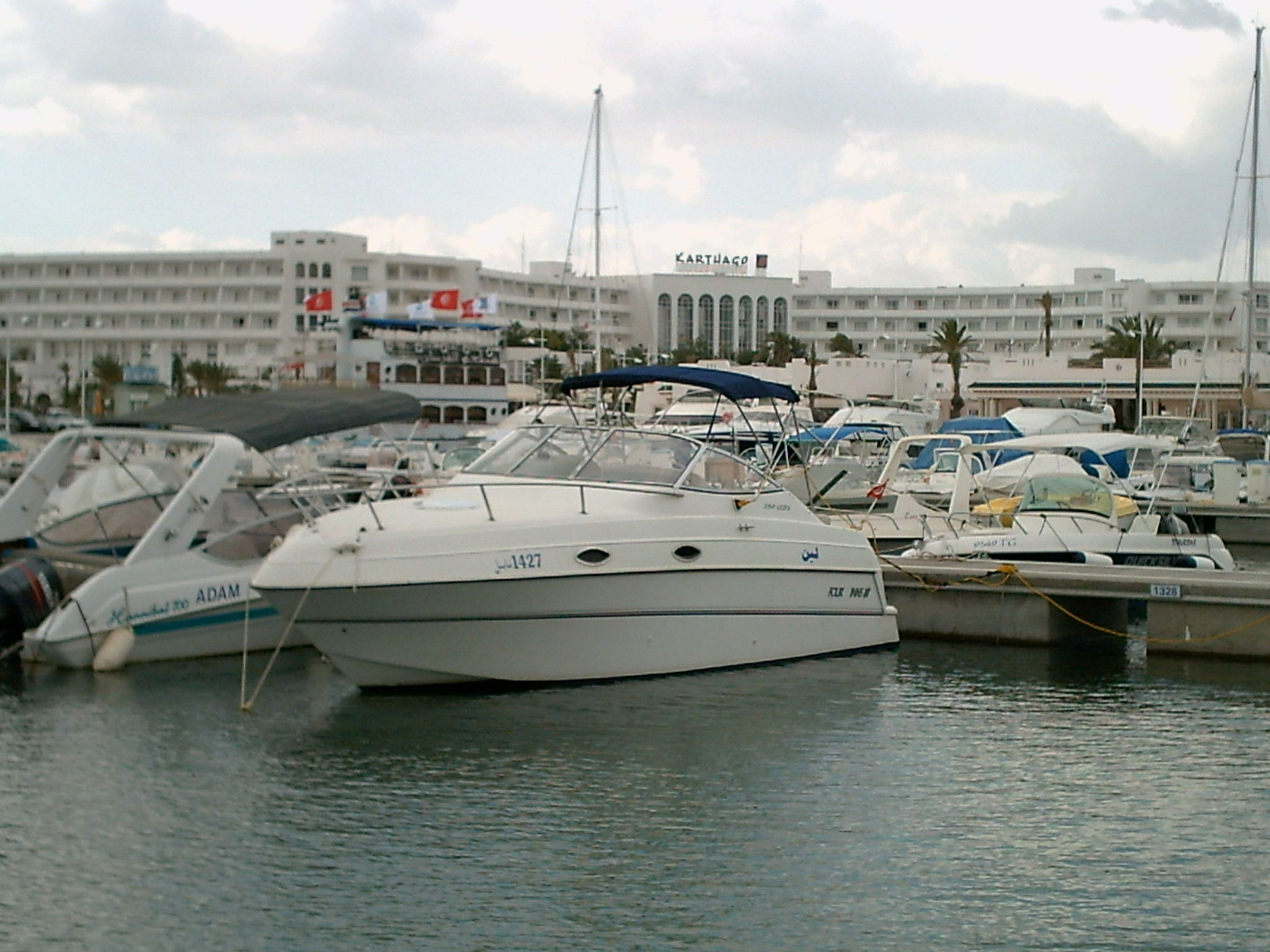
Marina de Yasmine Hammamet.

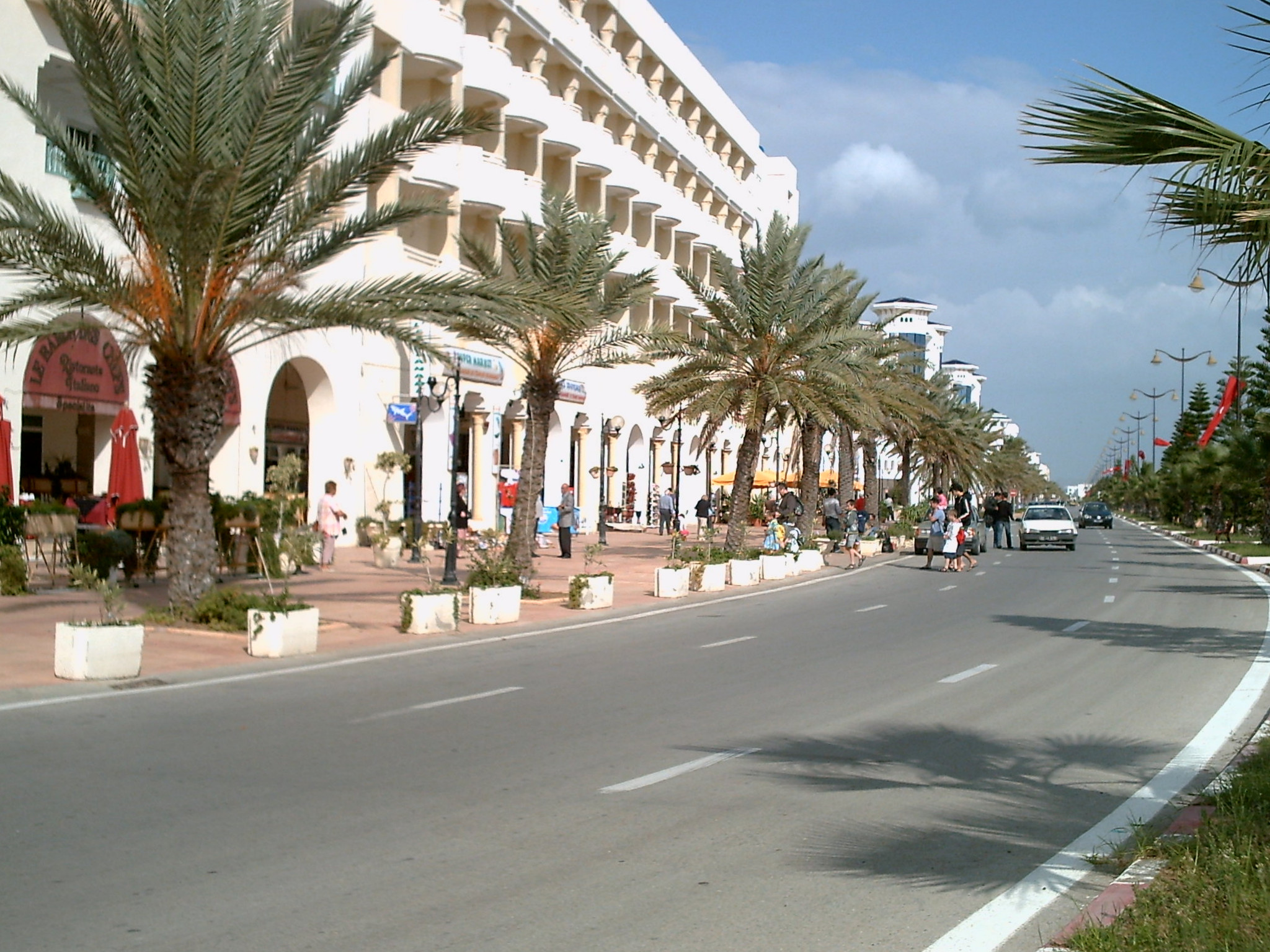
Route du bord de mer.

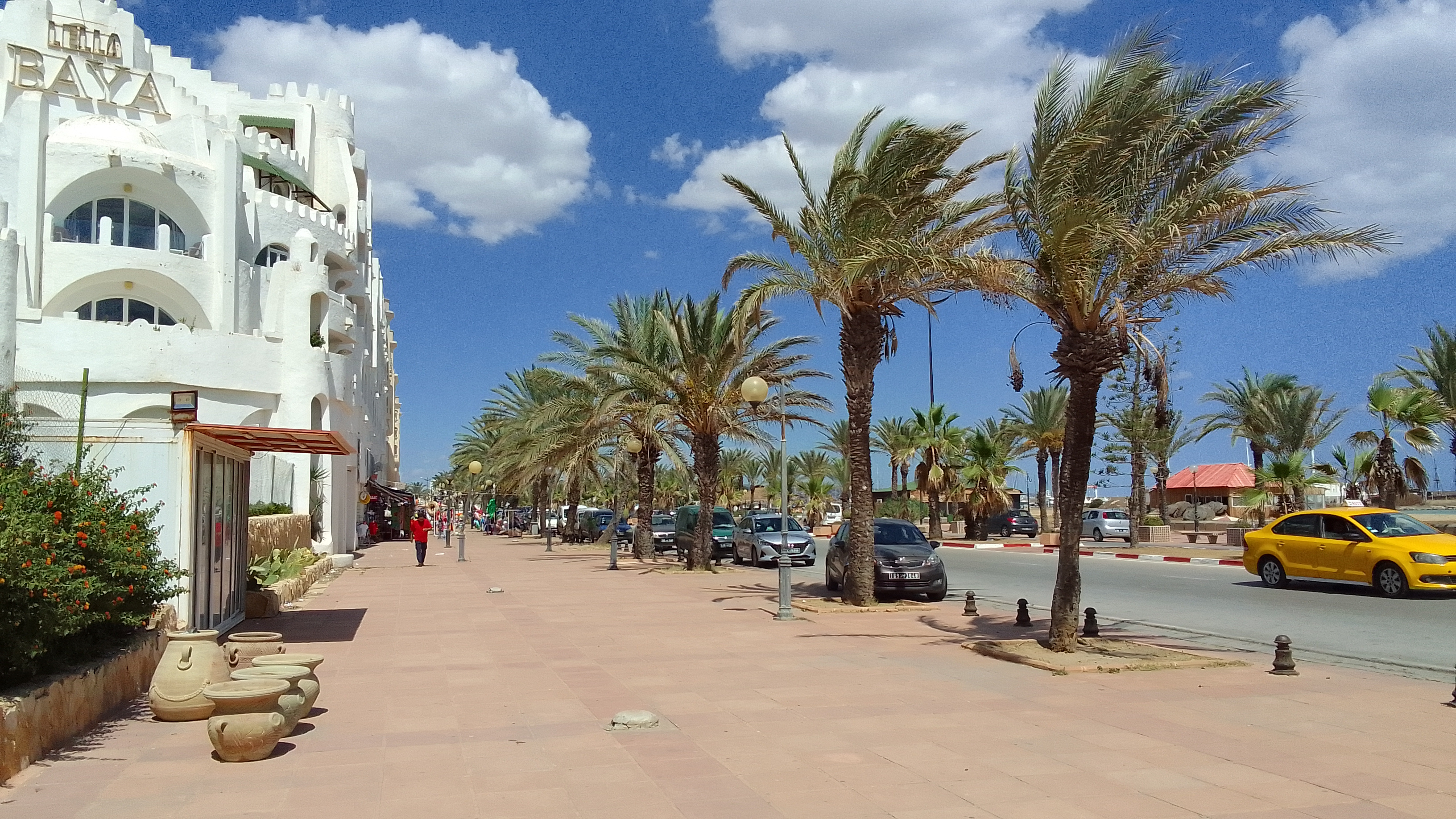
Promenade du bord de mer.

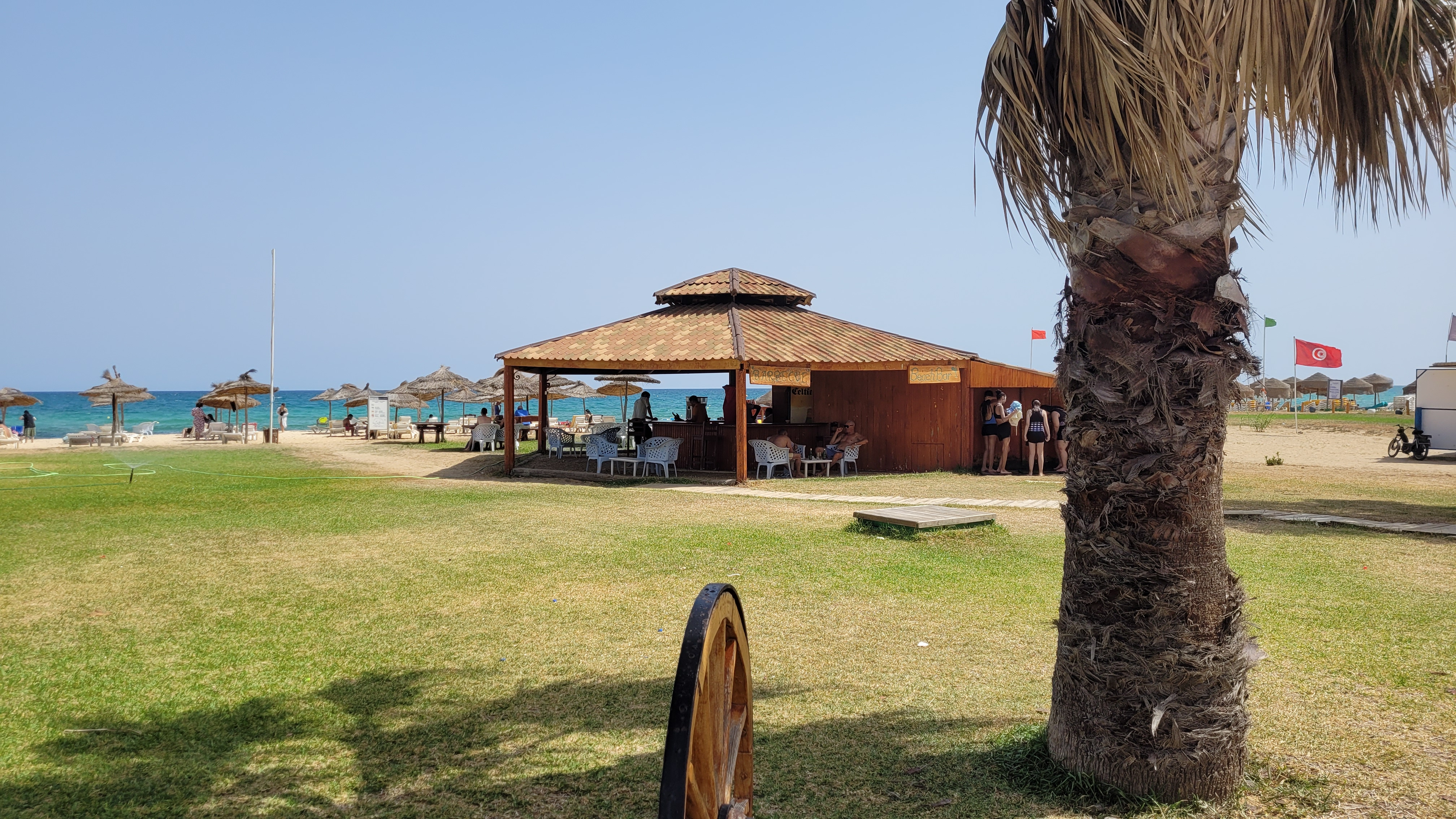
Plage de Yasmine Hammamet.

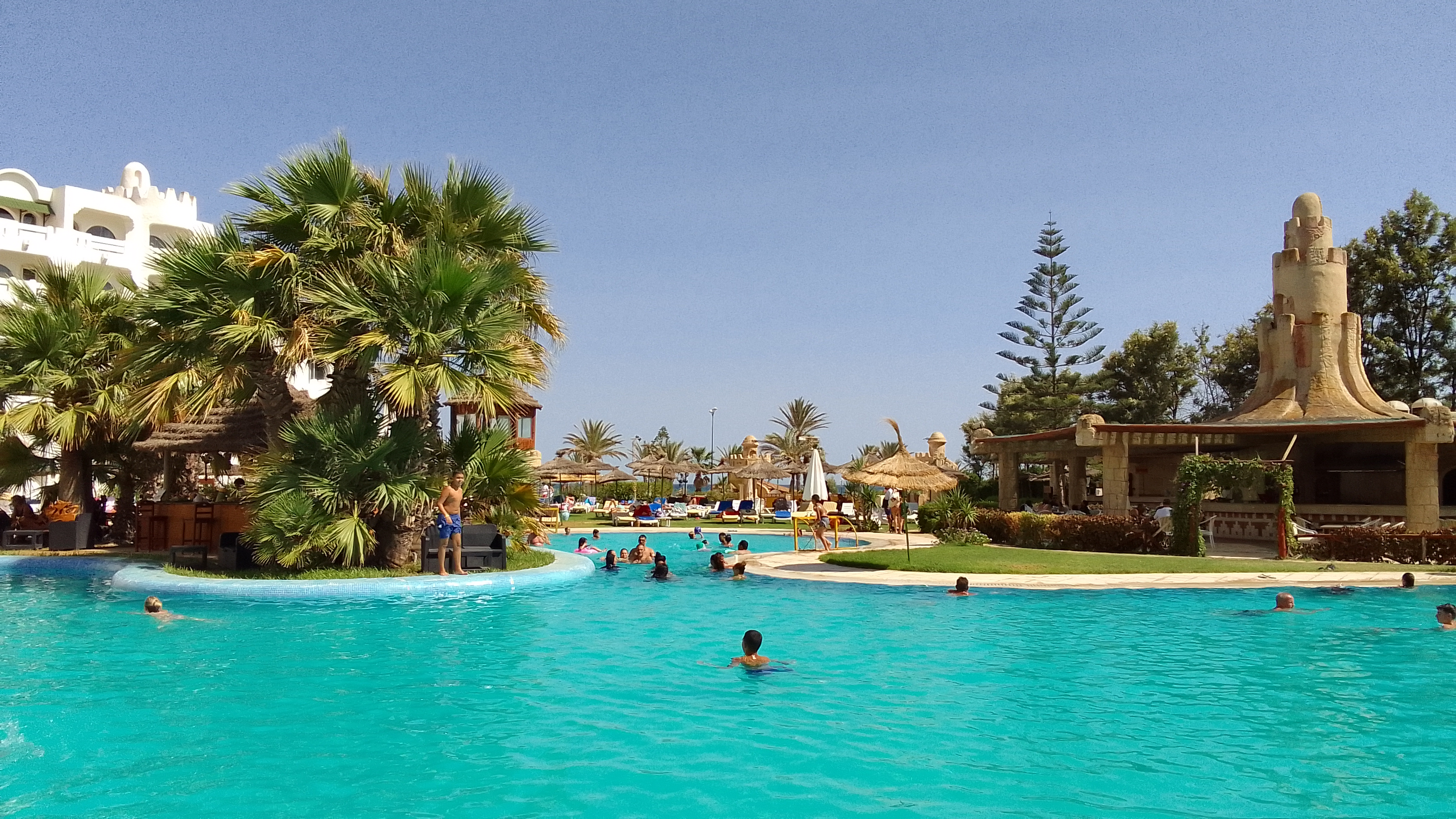
Hôtel Resort de Yasmine Hammamet.

Yasmine Hammamet (arabe : ياسمين الحمامات) est une station balnéaire de Tunisie développée à la fin des années 1990. Il s'agit d'une station touristique intégrée sur le modèle de Port El-Kantaoui, ouverte comme celle-ci sur le golfe d'Hammamet.

## Localisation
Elle est située au sud-ouest de la ville d'Hammamet, à cheval sur le territoire des municipalités d'Hammamet et de Bouficha.

## Constitution
Développée par la Société d'études et de développement d'Hammamet-Sud (SEDHS), elle s'étale sur 277 hectares avec un front de mer de quatre kilomètres.
Elle devait, à l'origine, offrir une capacité de plus de 24 000 lits, dont 14 000 en hôtels et 10 000 en appartements. Désormais, elle réunit 46 hôtels, soit 19 000 lits, dont 80 % en 5 et 4 étoiles, et 2 000 unités résidentielles, d'une capacité de 11 000 lits, en appartements, villas et bungalows.
Une reproduction d'une médina arabe baptisée Médina Mediterranea, avec ses remparts, ses souks, son habitat traditionnel, un parc à thèmes (Carthage Land) et un centre de conférences ont été aménagés. Par ailleurs, deux casinos, sept centres de thalassothérapie, une esplanade de 1,5 kilomètre de long avec ses galeries commerçantes, des espaces verts, des centres d'animation complètent l'aménagement de la station.
La marina, cœur de la station, dispose pour sa part de 719 places contre 149 prévus à l'origine. En 2009, une salle polyvalente de 2 000 sièges était en cours de réalisation. À cinq kilomètres de là se trouvent deux terrains de golf (Yasmine et Citrus) ; la construction de cinq à six autres parcours est envisagé par les professionnels du secteur pour en faire un réel atout,.

## Problématiques
Toutefois, la station souffre d'un manque d'animation, ne connaissant une réelle activité que deux mois sur douze, ce qui conduit parfois les professionnels ou les médias à la caractériser de « station sans âme », qui ne cherche pas à se distinguer et ne bénéficie donc pas d'une image propre. Le manque de verdure ou l'architecture manquant généralement de cachet local sont aussi pointés du doigt, tout comme l'absence de toute structure administrative après la dissolution de la SEDHS. La multiplication des résidences secondaires sans contrôle aurait contribué à dégrader son environnement.
En 2008, le nombre de nuitées se monte à 3 132 744, soit un taux d'occupation hôtelier moyen ne dépassant pas 32 %. C'est dans ce contexte que 90 % des hôteliers ont fait le choix de la formule All Inclusive alors que 70 % des hôtels sont surendettés. En août 2013, les 19 660 lits disponibles sont complets.